# Momo (pièce de théâtre)
Pour les articles homonymes, voir Momo.
Momo est une pièce de théâtre de Sébastien Thiéry.
Elle a été présentée en septembre 2015 au théâtre de Paris avec une mise en scène de Ladislas Chollat. C'est la première rencontre au théâtre de Muriel Robin et François Berléand.  Elle a été adaptée au cinéma en 2017 sous le même titre et par le même auteur.

## Résumé
Un couple de bourgeois sans enfants découvre qu'un certain Momo, qui s'est installé chez eux, prétend être leur fils, ce qui conduit à s'interroger sur le rôle d'une mère.

## Distribution
- Muriel Robin
- François Berléand
- Sébastien Thiéry
- Ninie Lavallée

## Equipe technique
- Lumières : Alban Sauvé
- Musique : Frédéric Norel
- Costumes : Jean-Daniel Vuillermoz[3]

## Critiques
Pour RTL, « Muriel Robin ne fait plus uniquement rire : dans cette pièce, elle émeut ». 
Pour Atlantico, la mise en scène est précise, mais le décor est jugé « bien froid ».